# آلة تصوير

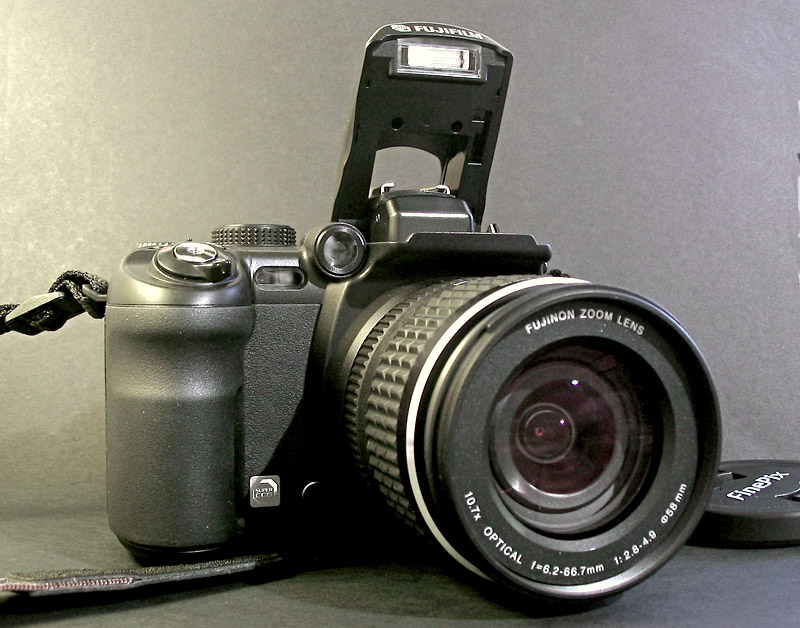
كاميرا تصوير من إنتاج شركة فوجي فيلم

آلة التصوير أو آلة التصوير الشمسي أو المُصوِّرة أو الصوّارة أو الكَمِرة أو الكامِرة (بالإنجليزية: Camera) وتنقحر إلى كاميرا، هي أداة لالتقاط صور ثابتة أو متحركة (فيديو). وتستخدم عدّة عدسات في تركيب الكاميرا. وأول وصفٍ لآلة التصوير عن ابن الهيثم في سياق دراسته علم البصريات وذلك في الجامع الأزهر بالقاهرة.

## التأثيل

### كاميرا
تعد كلمة «كاميرا» لفظة علمية مقترضة من العبارة اللاتينية "camera obscura"، والتي تعني «الغرفة المظلمة»، وهي نفسها مشتقةٌ من الكلمة الإغريقية "καμάρα" (kamára)، الدالة على كل ما له سقف مقوس، كالعربة المسقوفة أو الغرفة المقببة. وهي نظيرتها اللفظية في الإنجليزية "chamber" (حُجرة).
ذاعَ بين الناسِ زعم ينسب أصل الكلمة إلى «قُمْرَة» العربية، مدعيًا أن ابن الهيثم سمى بها حجرته المظلمة التي أجرى فيها تجاربه على الضوء. بيد أن هذا الادعاء تفنده الحقائق التأثيلية والمعجمية الراسخة؛ إذ إن الأصل الإغريقي ثابت تاريخيًا قبل عصر ابن الهيثم. كما أن المعاجمَ العربية المعتبرة — كلسان العرب وتاج العروس وغيرهما — لم تورد في مادة (قُمرة) ما يفيد معنى «الغرفة المظلمة»، بل حصرت معانيها في البياض الشديد، واللون المائل للخضرة، وحال القمر في ليلته الثالثة، وكلها معان لا تمت بصلة إلى المفهوم الذي تقوم عليه هذه الشائعة.

### صوَّارة
مصطلح «صَوَّارة» على وزن الآلة القياسي فَعَّالة والذي هو أحد أوزان الآلات، وقد تم اشتقاقه من الفعل صور وقد ورد مصطلح صَوَّارة - بفتح الصاد المهملة وتشديد الوأو - في معجم الغني.

## تاريخ

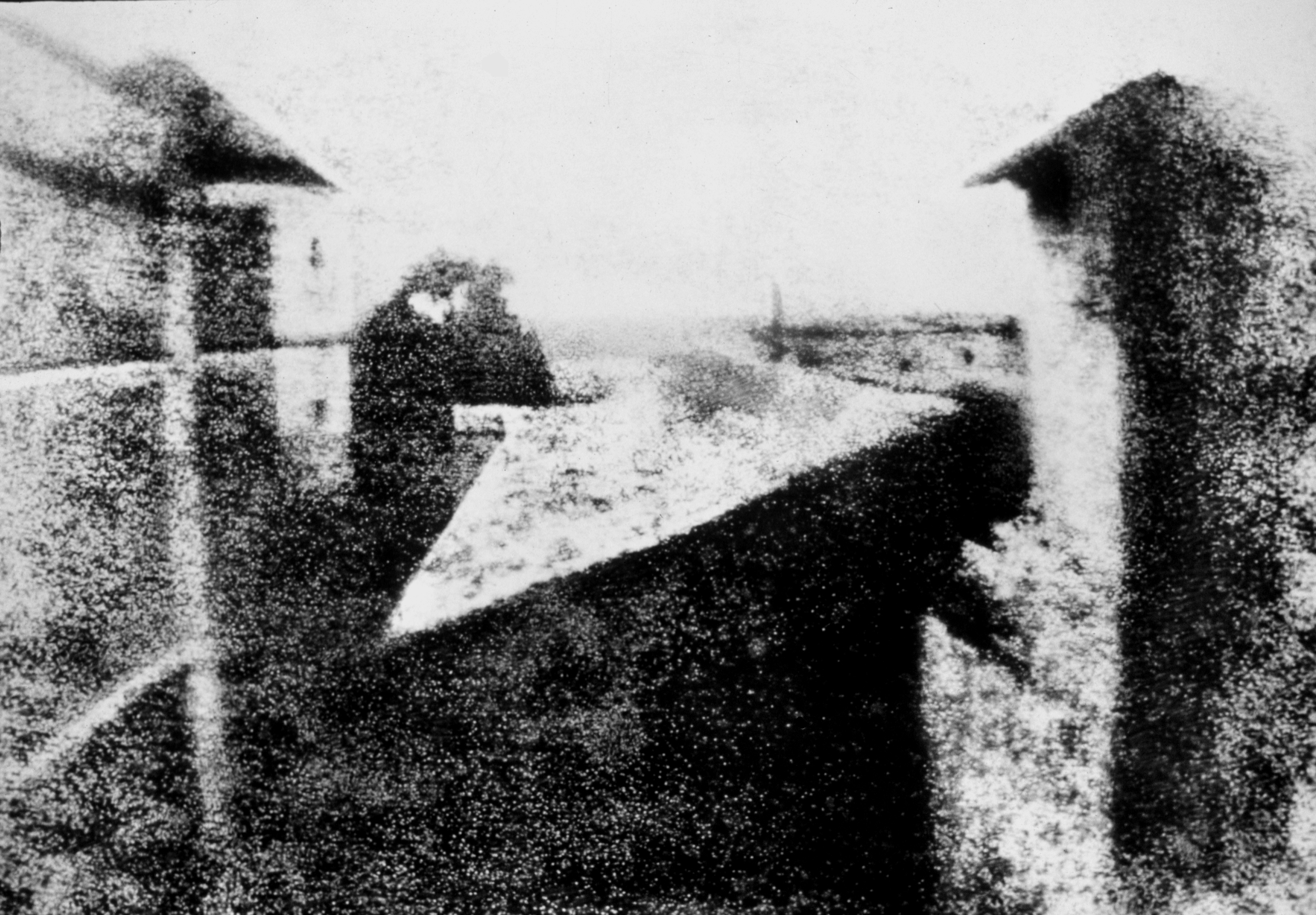
أول صورة ضوئية في التاريخ عام 1826. (الصورة غير واضحة، بمعنى أنها سيئة التباين).

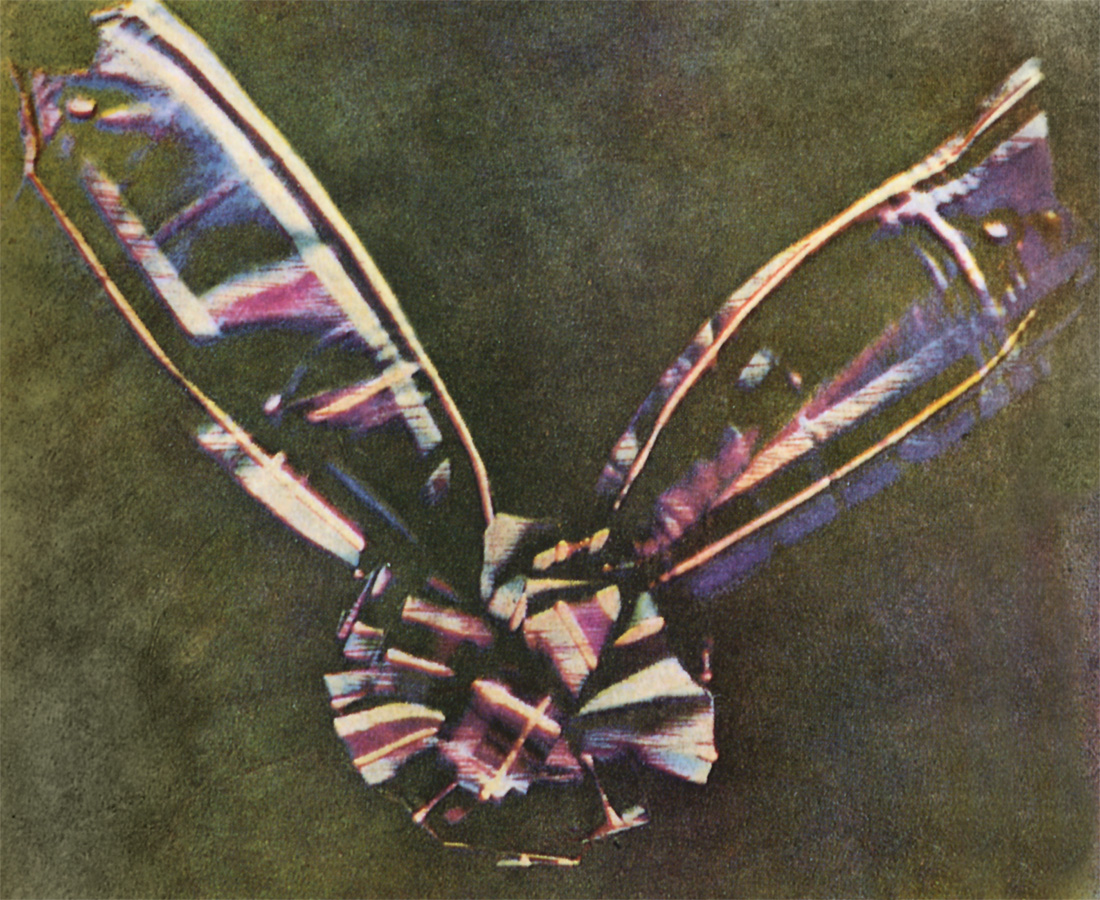
أول صورة ألوان في التاريخ عام 1861

منذ أقدم العصور يسعى الأنسان إلى حفظ صور حياته، فبدأ بالرسم في الكهوف ثم الرسم على الجدران (مثل المصريين القدماء)، ثم بورتريهات من الشمع... إلخ. حتى توصل العالم العربي المسلم الحسن ابن الهيثم، حين تم سجنه في عهد الخليفة الفاطمي الحاكم بأمر الله، إذ لم يثنه هذا السجن عن مواصلة بحثه العلمي في الضوء والبصريات، والاستمرار في تسجيل ملاحظاته في سلوك الضوء وانعكاساته، فما كان منه إلا أن سجل ملاحظته لدخول الضوء من خلال ثقب في جدار السجن وسقوطه على الجدار المقابل حاملا معه صورة غير حادة الملامح ومقلوبة لشجرة موجودة في خارج الزنزانة. سجل ابن الهيثم ملاحظاته هذه حول انتقال صورة الشجرة مقلوبة مع الضوء من خلال الثقب، فوضع العديد من الملاحظات في هذا الموضوع، ووصف الأمر وصفا دقيقا، موضحا قوانين الضوء في هذه الحالة. دون ابن الهيثم اكتشافه هذا ووصفه في كتاب المناظر، وفي عام 1660 طور العالم الإيرلندي روبيرت بويل هو ومساعده الكاميرا البدائية وأدخلوا لها الأضواء وفي عام 1685 أبتكر العالم الألمانى جوهان تزان نظام الصورة وترتيب لون أي صورة وبنى آلة تصوير كبيرة من الخشب، وبين عامى (1820- 1830) أبتكر العالم لويس داجير طريقة في التصوير الضوئي التي عرفت بالداجيروتايب (بألأنجليزية: daguerreotype) والتي كانت تصور على النحاس، وفي عام 1835 أبتكر العالم الفرنسي وليم فوكس تالبوت نظام ضوئي جديد سمى بالكالوتايب (بألأنجليزية: calotype) والتي كانت على الورق، أول صورة ضوئية حقيقية كانت عام 1826 على يد العالم الفرنسي جوزيف نيبس عندما أستخدم الدوار الخشب ليحفظ الفيلم وقد صنعت آلة التصوير هذه في باريس على يد الأخوان تشارلز وفينسينت شيفالير، وقد أستخدم جوزيف نيبس فكرة العالم الألمانى جوهان هينريتش الذي أبتكرها عام 1724 وهي تعريض الفضة مع الطباشير إلى الظلام ومن ثم الضوء المفاجئ فتتثبت الصورة، وفي عام 1850 أخترع العالم الألمانى فريدريك سكوت فكرة ظهور الصورة على الزجاج والتي تسمى كولوديون (بألأنجليزية:collodion)، تطورت الكاميرا في منتصف القرن 19 على يد علماء كثيرين منهم العالم الفرنسي أندريا أدولف الذي أخترع طريقة الـ CDV أو Carte de viste وهي أن يكون الفيلم على شكل بطاقات صغيرة متتالية.
أول صورة ألوان كانت عام 1861 على يد العالم الفيزيائي جيمس ماكسويل بمساعدة المصور توماس سوتون وكانت تعتبر مجرد تجربة للصورة الملونة.
وأصبحت الكاميرات الآن تستخدم في التجسس حيث ظهرت أجهزة متطورة في نهاية القرن العشرين عبارة عن كاميرات دقيقة الحجم جداً يمكن وضعها في أي مكان دون ملاحظتها.

## تركيب الكاميرا

رسم تمثيلي يظهر أجزاء الكاميرا الأحادية الأساسية

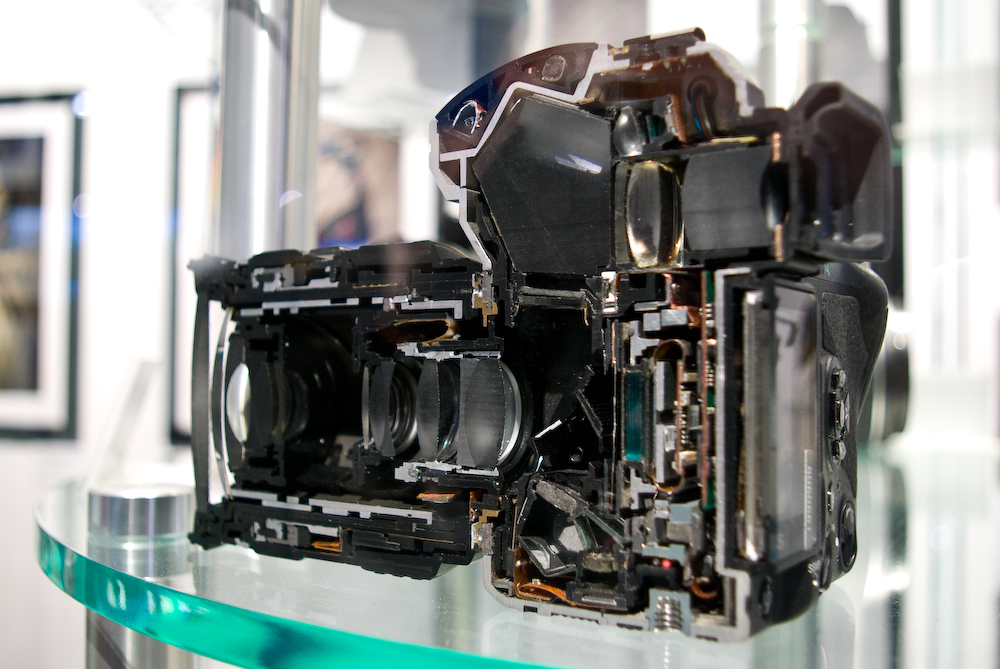
مقطع في كاميرا Olympus E-3، إنتاج عام 2007.

تتكون الكاميرا من مجموعة من العدسات تعمل على تجميع الضوء في بؤرة. وعن طريق استخدام مجموعة من العدسات المختلفة الشكل مثل (عدسة محدبة وعدسة مقعرة) مع الاختيار المناسب لمواد زجاج العدسات (ذات معاملات انكسار مختلفة)، يمكن بذلك تفادي اختلال الأشعة المجمعة، (إذا لم يكن اختيار العدسات صحيحاً فيؤدي ذلك إلى إنتاج صورة غير واضحة سيئة في الإضاءة التباين أو تنفصل ألوان الضوء في الصورة الناتجة، أو يحدث الاختلالين في نفس الوقت.
يتميز نظام العدسات بعدة بيانات:
- فتحة العدسة f وهي تحدد زاوية دخول الأشعة إلى الكاميرا.
- شدة تمرير العدسات للأشعة L، وهو يعطي كمية الضوء الذي تُدخله العدسات إلى الفيلم عندما تكون فتحة العدسة مفتوحة على آخرها. وتقاس هده الشدة بالعدد:L = d/f،

[ حيث d: قطر العدسة الأولى (عدسة دخول الأشعة)]، مثل
L = 1 : 2,0.
إذا كان لمجموعة العدسات f = 60 mm، فهذا يعني أن قطر عدسة دخول الأشعة 30 مليمتر. وإذا كانت شدة العدسات 1 : 4 يكون فتحة عدسة الدخول بقطر 15 مليمتر.
أي يدخل الكاميرا ضوء أقل، وبالتالي تقل حساسية الكاميرا، ولذلك تكون منخفضة الثمن.
- ولكي يحصل الفيلم على مقدار الأشعة الكافي لالتقاط الصورة، فيمكن التوصل إلى ذلك بطريقتين:
  - إما عن طريق توسيع فتحة الكاميرا «إيريس»، فيدخلها ضوء أكثر.
  - عن طريق زمن انفتاح العدسة للتصوير. وتعطي بيانات الفيلم زمن انفتاح الكاميرا لالتقاط صورة.

يوجد نوع من الكاميرات تعمل بانعكاس مرآة داخلية. يسقط جزء من الضوء الداخل من نظام العدسات على المرآة فتعكسه على كراس قبل وبعد التصوير، وتمكّن المصور لأن يختار الجسم ومحيطه تماما، فما يراه في نافذة اختيار الصورة ما هو إلا انعكاس على المرآة الداخلية، وهو تماماً «محيط الصورة» التي سيلتقطها.
عندئذ يمكن للمصور التقاط الصورة.
إما في الكاميرات التي لا تعمل بمرآة عاكسة فتكون فتحة نظر المصور للتصوير غير فتحة نظام العدسات، ولذلك تأتي الصورة منزاحة بعض الشيء عن محيط الصورة الذي أراد المصور تصويره.
بالإضافة إلى نظام العدسات في الكاميرا، وحائل توسيع أو تضييق «أيريس» العدسات، والحائل الحاجب للضوء (وهو يفتح عند التقاط الصورة لزمن معين، ثم يقفل)، فتجمع الكاميرا بين تلك الأنظمة في غرفة مظلمة تماماً، هي آلة التصوير.

## عمل كاميرا التلفاز
تعمل كاميرا التلفزيون إلكترونياً بالإضافة إلى كونها ضوئية.
مكوناتها:
1- أنبوبة التصوير:
• أنبوبة مظلمة مخلخلة من الهواء.

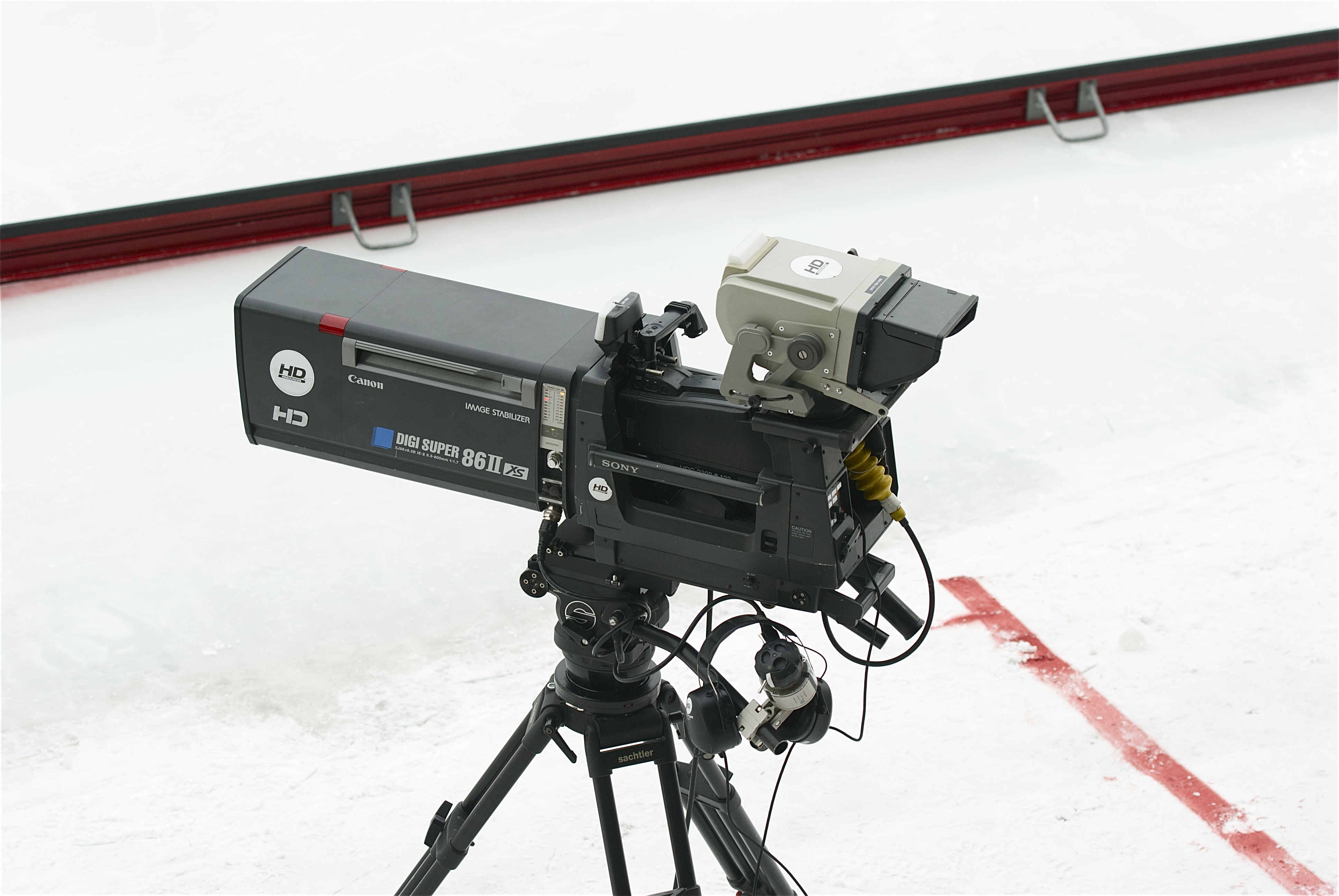
كاميرا التلفزيون تسجل لعبة الهوكي.

السبب: حتى لا تعيق جزيئات الهواء شعاع الإلكترونات الذي يتحسس الصورة، وتكون الأنبوبة محكمة مظلمة.
• بها نافذة زجاجية في مقدمتها عدسة شيئية (نظام عدسات)، تقوم بتجميع الضوء وتشكل منها صورة في داخل الكاميرا.
2- لوح الصورة أو يسمى (لوح المايكا):
• يوجد داخل أنبوبة التصوير، لوحاً حساساً مقابلاً للأشعة الداخلة من العدسة الشيئية.
• اللوح حساس ورقيق جداً من المايكا – المايكا مادة شبه زجاجية وشبه موصلة للكهرباء - على شكل شرائح رقيقة جداً بينها مواد عازلة.
• يغطي سطح المايكا الأول -المقابل للعدسات- عدة ألاف من الخلايا الكهروضوئية الصغيرة جداً، وكل خلية عبارة حبيبة صغيرة جداً مغطاة بطبقة من السيزيوم.
السبب: لأن السيزيوم حساس للضوء ويُنتج عدد من الإلكترونات الحرة متناسبة مع شدة الضوء الساقط عليها.
• سطح المايكا الثاني صحيفة معدنية رقيقة متصلة بمكبر تيار الكهربي للصورة. بذلك تنتج أماكن شديدة الضوء على اللوح عدداً كبيراً من الإلكترونات والأقل إضاءة أعداداً أقل من الإلكترونات؛ تسير تلك الإلكترونات مكونة تياراً كهربياً نابضاً، يعبر عن الإضاءات المختلفة لنقاط سطح المايكا.
3- بندقية الإلكترونات:
• أسطوانة ضيقة داخل الأنبوبة المفرغة من الهواء، تحتوي في طرفها على مهبط (مصدر انبعاث الإلكترونات). يمر شعاع الإلكترونات الخارج من المهبط على شبكة حاكمة كهربائية، ويسقط على مصعد يُحمل بجهد كهربائي موجب. يتحسس شعاع الإلكترونات الخلايا الضوئية على
لوح المصعد من اليمين إلى اليسار ثم يهبط سطراً ليتحسس خلايا السطر الثاني ثم الخلايا السطر الثالث حتى ينتهي من تحسس كل خلايا المصعد. ثم يكرر شعاع الإلكترونات تلك الدورة لأخذ الصورة التالية، وهكذا. يوجهه في ذلك زوجان من الملفات الكهرومغناطيسية.
4- الملفات الحارفة:
• عبارة عن زوجين من الملفات الكهرومغناطيسية (لتوليد مجال مغناطيسي متردد) تقوم بتوجيه شعاع الإلكترونات (أو يمكن استبدالهما بزوجين من الألواح المعدنية (لتوليد مجال كهربائي متردد) لمسح الصورة.
• يقوم شعاع الإلكترونات بمسح الصورة. أي أنه ينتقل بين صفوف الخلايا الضوئية «ويقرأ» ما على كل منها من عدد من الإلكترونات الحرة. بذلك تتحول الصورة إلى تيار كهربائي متغير الشدة بحسب شدة الضوء التي سقطت على كل خلية ضوئية.
- لكي نرى صورة متحركة لا بد من أن يمسح شعاع الإلكترونات 16 صورة كاملة على الأقل في الثانية الواحدة. فإلكترونات شعاع الإلكترونات تنطلق بسرعة قريبة من سرعة الضوء. وتردد

الملفات الكهرومغناطيسية هي أيضاً تعمل بترددات عالية جداً، حتى تقوم بهذا المسح السريع للصور.

## كيفية عملها
عملية إرسال الصورة تلفازياً:
• يتم تصوير الشيء المراد إرسال صورته تلفازياً، ويتم تعريض الشئ المراد تصويره لإضاءة عالية ومركزة.
• تقوم العدسات بتكوين صور ضوئية له على لوح الخلايا الكهروضوئية فتثار ضوئياً وموضعيا.
• تبعث بعدد من الإلكترونات، وتشحن بشحنات موجبة مساوية لما فقدته من الإلكترونات. (و تختلف عدد الإلكترونات المنبعثة باختلاف كمية الضوء الساقط عليها).
• تؤثر شحنات الخلايا على الصحيفة المعدنية الموجودة على الوجه الآخر للوح المايكا فتتكون عليها شحنات سالبة مساوية لعدد الشحنات الموجبة على الخلايا الكهروضوئية.
• تطلق البندقية الإلكترونية شعاعاً من الإلكترونات على لوح الخلايا الكهروضوئية عند نقطة الاستكشاف، فيمدها بشحنات سالبة عددها مساوٍ لعدد الإلكترونات التي فقدتها الخلايا.
• تتعادل الخلايا كهربائياً، فتتحرر الإلكترونات التي على الصحيفة المعدنية.
• تنطلق الإلكترونات المتحررة على هيئة نبضات كهربائية مختلفة التردد إلى جهاز التكبير.
• تختلط التيارات الحاملة والمعبرة عن الصورة لتنتج التيار المضمّن ثم تـُرسل كموجات كهرومغناطيسية.
ملاحظة: يتم خلط التيار المعبر عن الصورة مع التيار الحامل لأن التيار المعبر عن الصورة تردده ضعيف ولن يغطي مساحة واسعة عن تحويله إلى موجات؛ وهذا هو التضمين في الإلكترونيات.

## مكونات كاميرا التلفاز
1. نافذة زجاجية.
2. عدسة ضوئية.
3. صحيفة معدنية.
4. لوح الصورة (المايكا).
5. الشعاع الكهيرنيّ.
6. مجموعة حارفة (ملفات أو ألواح).
7. المِصْعَد.
8. الشبكة الحاكمة (وتعمل على التحكم بعدد الكهيرنات).
9. المَهْبِط.
10. فتيل تسخين.